# Rahonavis
Rahonavis — рід невеликих хижих динозаврів з родини Dromaeosauridae. 

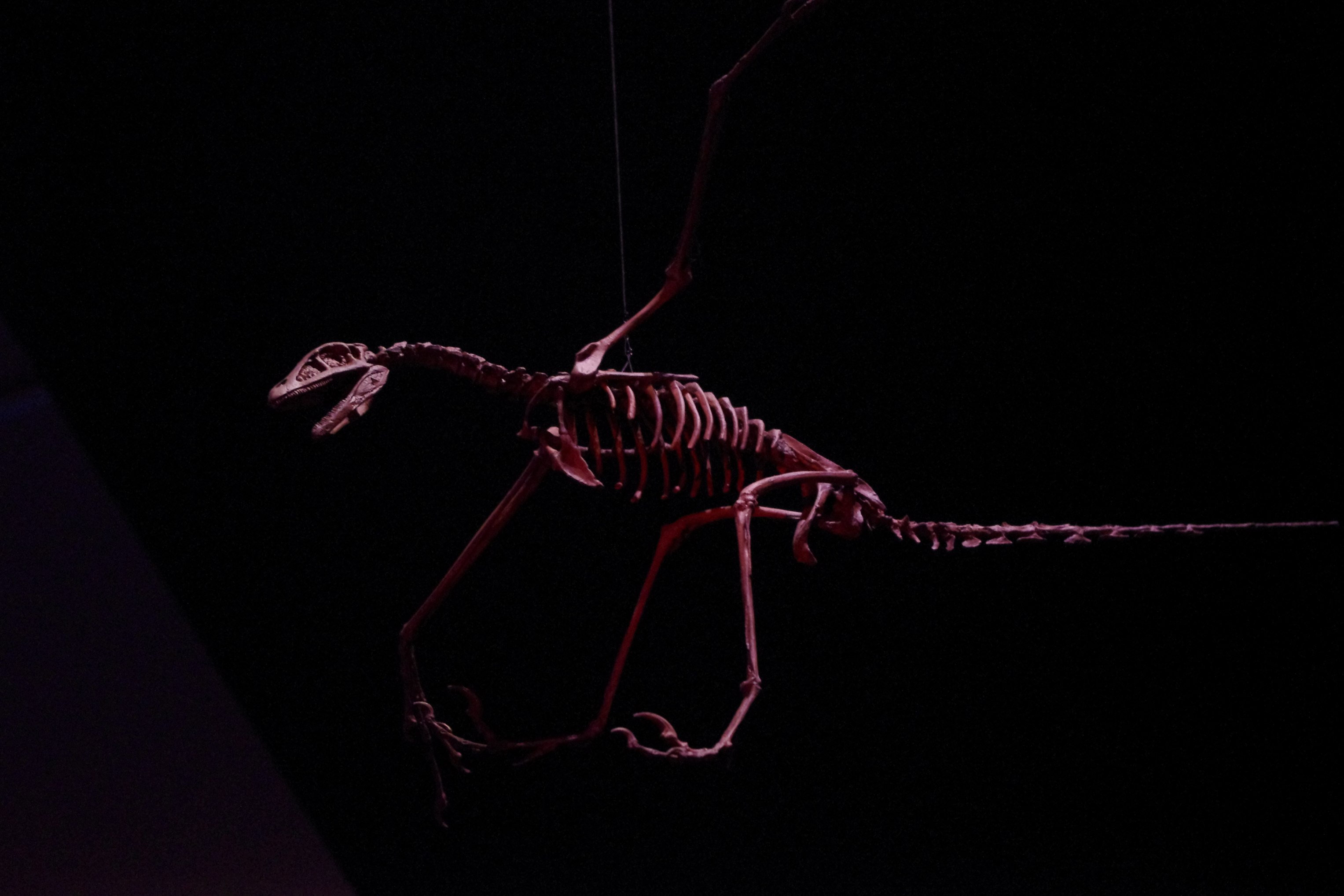
Реконструйований скелет Rahonavis, Королівський музей Онтаріо

Він жив у верхній крейді (близько 83,5—70,6 млн років тому) на території нинішнього північно-західного Мадагаскару в провінції Махадзанга. Описано один вид — Rahonavis ostromi. 
Rahonavis — маленький динозавр, був приблизно такого ж розміру, що і «праптах» археоптерикс (завдовжки близько 70 см). Напевно, належав до підродини Unenlagiinae, що мали характерний «пташиний» вид. За допомогою хімічного аналізу, в 1999 році виявлено наявність оперення. Можливо, що Rahonavis вже здатні до деяких форм активного польоту, на це вказують м'язи та зв'язки передніх кінцівок.